# Collbaix (Manresa)
El Collbaix és una cim de 543 metres, situat a Sant Joan de Vilatorrada. És el més alt del terme de Manresa, a ponent del Pla de Bages, que hi té un excel·lent punt d'observació. Està catalogat com a gran parc pel Pla d'Ordenació de Manresa.
La muntanya està situada entre les rieres de Rajadell i Fonollosa. El vessant sud pertany a Manresa, l'est a Sant Joan de Vilatorrada, on hi ha l'àrea d'eixamplament del poble. Rajadell compta amb la zona de Punta Sabata i Fonollosa amb la major part del cim, l'oest i el vessant obac.
Collbaix es va originar per l'erosió dels terrenys que hi ha al voltant. Un estrat de conglomerats resistent protegeix de l'erosió el cim pla, formant un altiplà.
Al cim podem trobar-hi un vèrtex geodèsic (referència 280109001)
Aquest cim està inclòs a la llistat dels 100 cims de la FEEC.
El 31 de desembre de 2012 en aquesta muntanya hi va morir de forma sobtada Andreu Vivó Tomás, mentre feia esport de muntanya.